# Dürerschule Hochwaldhausen

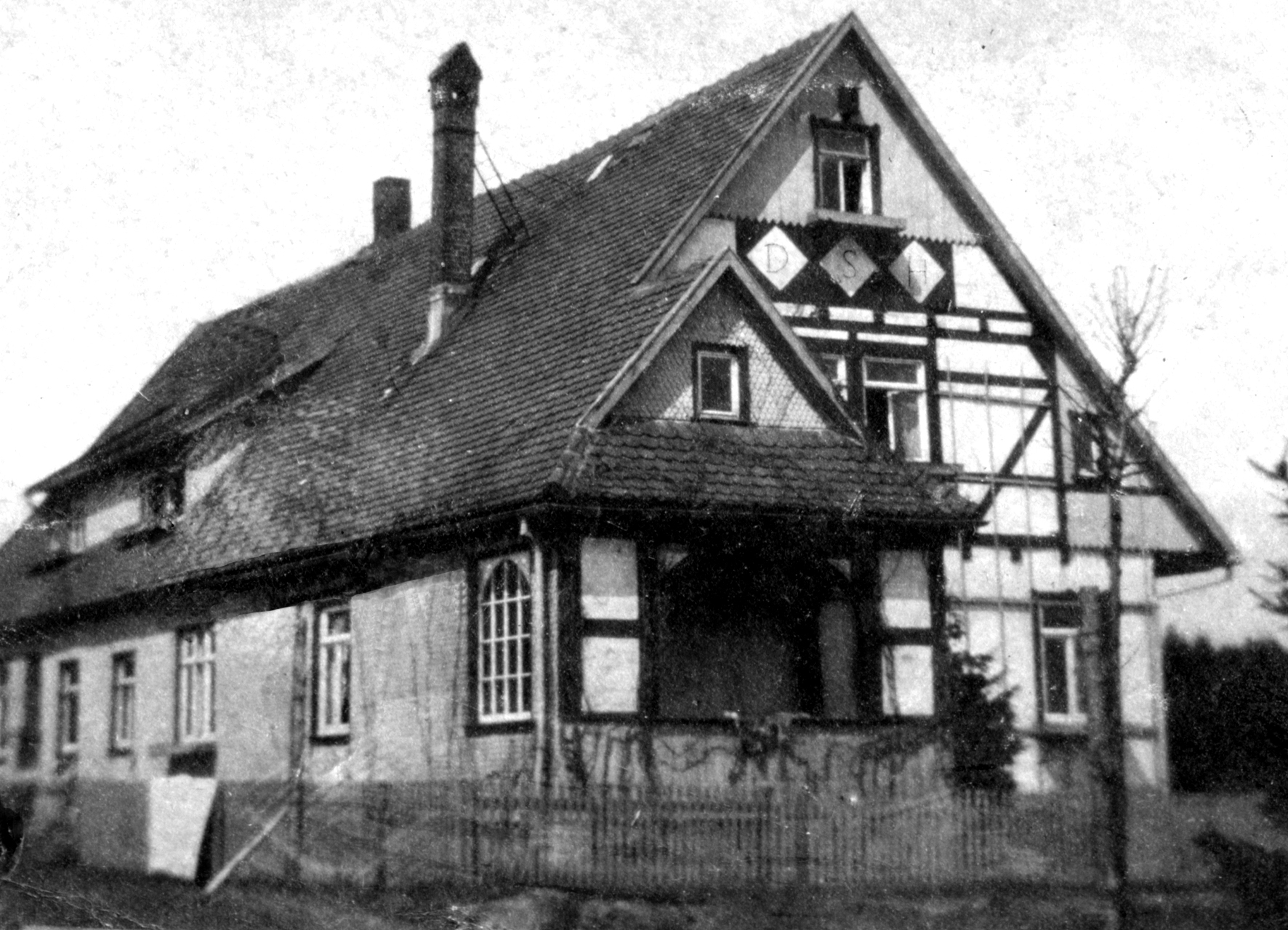
Hauptgebäude der Dürerschule

Die Dürerschule Hochwaldhausen war eine zwischen 1912 und 1920 bestehende Reformschule im hohen Vogelsberg. Sie stand unter der Leitung von  Georg Hellmuth Neuendorff. Nachfolgeeinrichtung an gleicher Stelle, aber mit verändertem pädagogischem Konzept, war von 1921 bis 1929 die Bergschule.

## Gründung
Die Dürerschule entstand aus dem Geist der Jugendbewegung, die gegen das „etablierte“ Bildungssystem, die bürgerliche Gesellschaft und letzthin die um sich greifende Industrialisierung, Naturzerstörung und Verstädterung aufbegehrte. 
Initiator der Schule war Georg Hellmuth Neuendorff. Dieser hatte ab 1909 an der erst wenige Jahre zuvor gegründeten Freien Schulgemeinde Wickersdorf gewirkt. 1911 verließ er Wickersdorf mit der Absicht, eine eigene Schule zu gründen, wo er die reformpädagogischen Ideen aus seiner bisherigen Praxis einbringen und umsetzen konnte.
Die Wahl des Ortes fiel auf Hochwaldhausen im Vogelsberg im Großherzogtum Hessen. Es war ein erst 1903 von Jean Berlit gegründeter und noch im Aufbau befindlicher Luftkurort. Jean Berlit selbst hatte schon 1908 in Hochwaldhausen eine Schülerherberge ansiedeln wollen. 1910 war ein entsprechendes Haus im Stil der Heimatschutzarchitektur erbaut worden. Vier benachbarte kleine Landhäuser im Heimatschutz-Jugendstil wurden ebenfalls für die Unterbringung der Schüler benutzt.
Sehr schnell wurden sich Berlit und Neuendorff über die Gründung einer Reformschule in Hochwaldhausen einig. Gemeinsam mit 30 namhaften Intellektuellen (darunter Thomas Mann) warben sie für die Gründung einer Freien Schulgemeinde in dem Luftkurort. Sie erhielt den Namen Dürerschule und wurde schließlich am 2. September 1912 als private Oberschule mit Internat eröffnet.
Der Name Dürerschule erinnerte an den berühmten Renaissancekünstler Albrecht Dürer. Er war von Neuendorff selbst gewählt worden, um anzudeuten, dass die Kunst als die höchste Funktion der menschlichen Kultur im Mittelpunkt der Bildung steht.

## Pädagogisches Konzept und Schulbetrieb
Im Vordergrund der Dürerschule stand die körperliche Erziehung, um die Schüler zu einem gesunden und „vernünftigen“ Leben anzuleiten. Um dieses Ziel zu erreichen, wurde Sport (u. a. Turnen, Schwimmen, Radfahren, Wintersport, Wandern, Fußball) betrieben. Auch Gartenarbeit und Arbeit in den schuleigenen Werkstätten für Tischlerei und Feinmechanik standen auf dem Lehrplan.
Als staatliche Vorgabe hatte die Dürerschule nach dem Lehrplan der Oberrealschule bzw. des Realgymnasiums zu unterrichten. Neben den üblichen kulturtechnischen Unterrichtsangeboten waren Themen aus den Bereichen Geisteswissenschaften, Geschichte, Sprachunterricht, Kunst, Idealismus, Religion, Erziehung zur Selbstarbeit, Freiheit und Verfassung von zentraler Bedeutung. Unterrichtet wurde nach dem Prinzip der Koedukation.
Die Schulgemeinde Dürerschule bestand aus der Erzieherschaft, dem Erziehungsbeirat, der Direktion und der Schülerschaft. Auch ein Schülerausschuss als Form der Schülermitverwaltung existierte. Es bestanden keine Schulklassen, sondern freie Arbeitsgemeinschaften, Lerngruppen und Kameradschaften in Schützer-Schützling-Verhältnissen. 
Nach außen wirkte die Dürerschule durch den 1916 ins Leben gerufenen Bund Dürerschule, der auch eine eigene Zeitschrift bzw. ein Jahrbuch mit Berichten im Ehrenklau-Verlag in Lauterbach herausgab. Neuendorff, der das Bauerntum als „urtümliche Lebensform“ verehrte, widmete sich darüber hinaus der Volkskunde. Gemeinsam mit seinen Schülern dokumentierte er alte Fachwerkbauten in Ilbeshausen und feierte mit ihnen alte ländliche Feste. 1914 organisierte er mit Franz Como vom Museumsverein Lauterbach den 1. Vogelsberger Heimattag in Herbstein.
An der Dürerschule wirkten anerkannte und durch die Idee der Erziehungsschule motivierte Lehrer. Zu ihnen zählten u. a. Herman Schmalenbach und Herman (Chaim) Müntz. Die Lehrerschaft war sehr heterogen zusammengesetzt, was des Öfteren zu Spannungen mit dem vergleichsweise autoritären Neuendorff führte. Sein Erziehungsstil war eher das Führerprinzip, verbunden mit einer durchaus völkischen und antisemitischen Einstellung. Nach 1918 führte das zu deutlicher Opposition innerhalb der Schülerschaft.

## Ende der Dürerschule
Im Oktober 1920 beging eine 19-jährige Schülerin der Dürerschule im Zug von Lauterbach nach Fulda Selbstmord durch Arsenik. Sie war schwanger. Die folgende Untersuchung deckte auf, dass Neuendorff systematisch sexuellen Missbrauch an mehreren Schülerinnen begangen hatte. Fluchtartig verließ der Schulleiter Hochwaldhausen und Deutschland in Richtung Argentinien. Er konnte jedoch gefasst werden und erhielt eine sechsjährige Haftstrafe.
Die Dürerschule wurde noch im gleichen Jahr geschlossen. Mit völlig verändertem Konzept und unter anderer Leitung wurde aber 1921 an gleicher Stelle eine neue Internatsschule gegründet, die Bergschule.